# Aleksinački Rudnik
Aleksinački Rudnik (en serbe cyrillique : Алексиначки Рудник) est une ville de Serbie située dans la municipalité d'Aleksinac, district de Nišava. Au recensement de 2011, elle comptait 1 298 habitants.

## Démographie

### Évolution historique de la population
| 1948  | 1953  | 1961  | 1971  | 1981  | 1991  | 2002  | 2011  |
| ----- | ----- | ----- | ----- | ----- | ----- | ----- | ----- |
| 1 074 | 2 151 | 2 461 | 1 961 | 1 927 | 1 645 | 1 467 | 1 298 |

|  |